# Sankta Katarina kyrkoruin, Visby
Sankta Katarina(s) kyrkoruin, även kallad Sankta Karin(s) kyrkoruin, är en kyrkobyggnad (ruin) i Visby i Visby stift. Den byggdes ursprungligen av franciskanerorden för Visby konvent som grundades 1233. Den hade många skyddshelgon: S:ta Katarina av Alexandria, S:ta Maria Magdalena (vars relik fanns inmurad i högaltaret), S:t Franciskus, S:t Ludvig, S:ta Klara och S:t Antonius.

## Kyrkobyggnaden
Ursprungligen bestod kyrkan av en långsmal, enskeppig kyrka med avsmalnande kor och höga, rundbågiga fönster. Ett av dessa fönster, numer igenmurat, kan ännu ses i kyrkans västparti. Den nya kyrkan, vars sydmur och västpart ingår i nuvarande byggnad, stod klar ca 1250 och fick S:ta Katarina av Alexandria som skyddshelgon. Kyrkan stod mitt i staden och framför byggnaden uppstod en marknadsplats.
Snart behövde kyrkan utökas. Kyrkorna på Gotland byggdes vanligen ut genom att nya delar tillkom runt den äldre byggnaden, något som ledde till stilblandningar med till exempel stora gotiska kor och långhus, med ett betydligt mindre romanskt torn i väster. Till skillnad från många andra kyrkoruiner i Visby är valven i Sankta Karins kyrka byggda av tegel i stället för kalksten. Detta kunde dock inte göras när Sankta Katarina utvidgades, eftersom det inte fanns plats söder och väster om kyrkan. Istället byggdes kyrkan ut mot nordöst. 
Byggnationen pågick ända fram till mitten av 1300-talet då den avstannade, möjligtvis på grund av Valdemar Atterdags erövring av ön och staden 1361. Under 1300-talets senare hälft återupptogs arbetet med kyrkan och ett nytt kor planerades. 1374 köpte sedermera gardianen (klosterföreståndaren) Albert Ostinchusen två öster om kyrkan liggande badhusbordeller och två år senare lade biskop Nils grundstenen till ett nytt kor. Koret stod färdigt 1388 och invigdes 1391 av ärkebiskop Henrik. Efter koret så påbörjades en utbyggnad av långhuset, men 1402 rasade sex valv. Detta föranledde nya pelare och nya valv, nu av tegel, men också byggandet av det nuvarande koret, vilket invigdes av titulärbiskopen av Scopia (Skopje) 1412.
När kyrkan var som störst på 1400-talet var den en treskeppig hallkyrka med brett mittskepp och smalare sidoskepp. Kyrkan hade många och höga fönster med spröjsar och målat fönsterglas. I byggnadens västfasad låg dess största port, krönt med en relief av Kristi uppståndelse. Portalen som leder in till sakristian är prydd med en relief av en ros. Golvet var täckt av kalkstensplattor och gravhällar.
Sankta Katarina kyrka blev emellertid aldrig helt färdig. Under 1400-talet lades istället pengar på konventsbyggnaderna och 1403 blev sommarmatsalen, refektoriet, färdig. År 1409 arbetade man med den södra sovsalen. År 1419 anlades ett hus på den östra sidan. År 1442 blev ett nytt bibliotek till. Alla dessa byggnader ligger på sydsidan av kyrkan. En sal var här försedd med värmeanläggning (hypokaust).
Sankta Katarina-ruinen har använts som plats för kulturevenemang såsom konserter och teaterföreställningar. Under vintermånaderna har ruinen vid flera tillfällen omvandlats till skridskobana.
Gotlands Museum, som förvaltar ruinen, har också initierat samarbeten med externa entreprenörer för att arrangera evenemang i miljön, exempelvis middagar och seminarier.

## Galleri

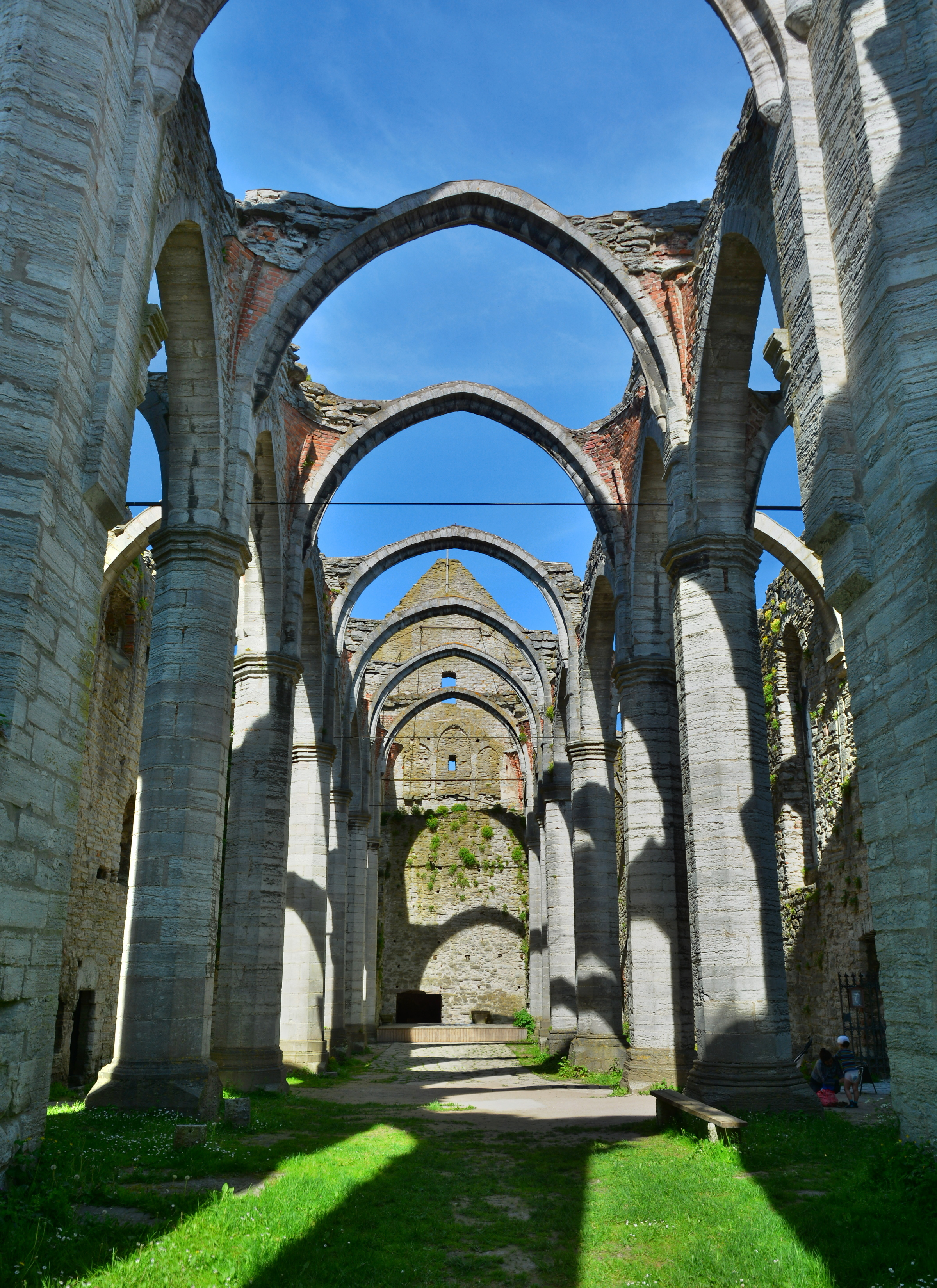
Interiören mot väster, juni 2015.
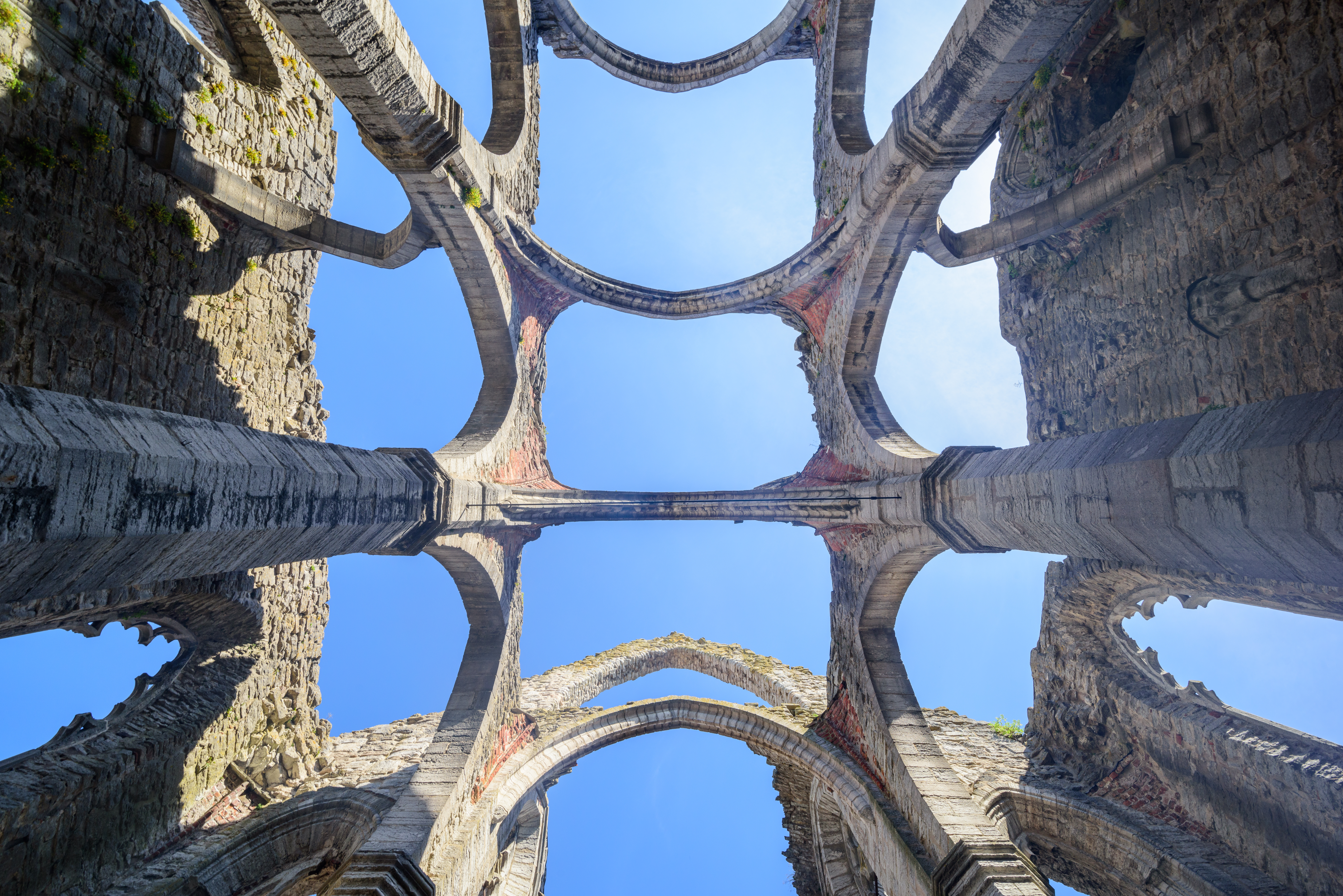
Interiören i juli 2019.
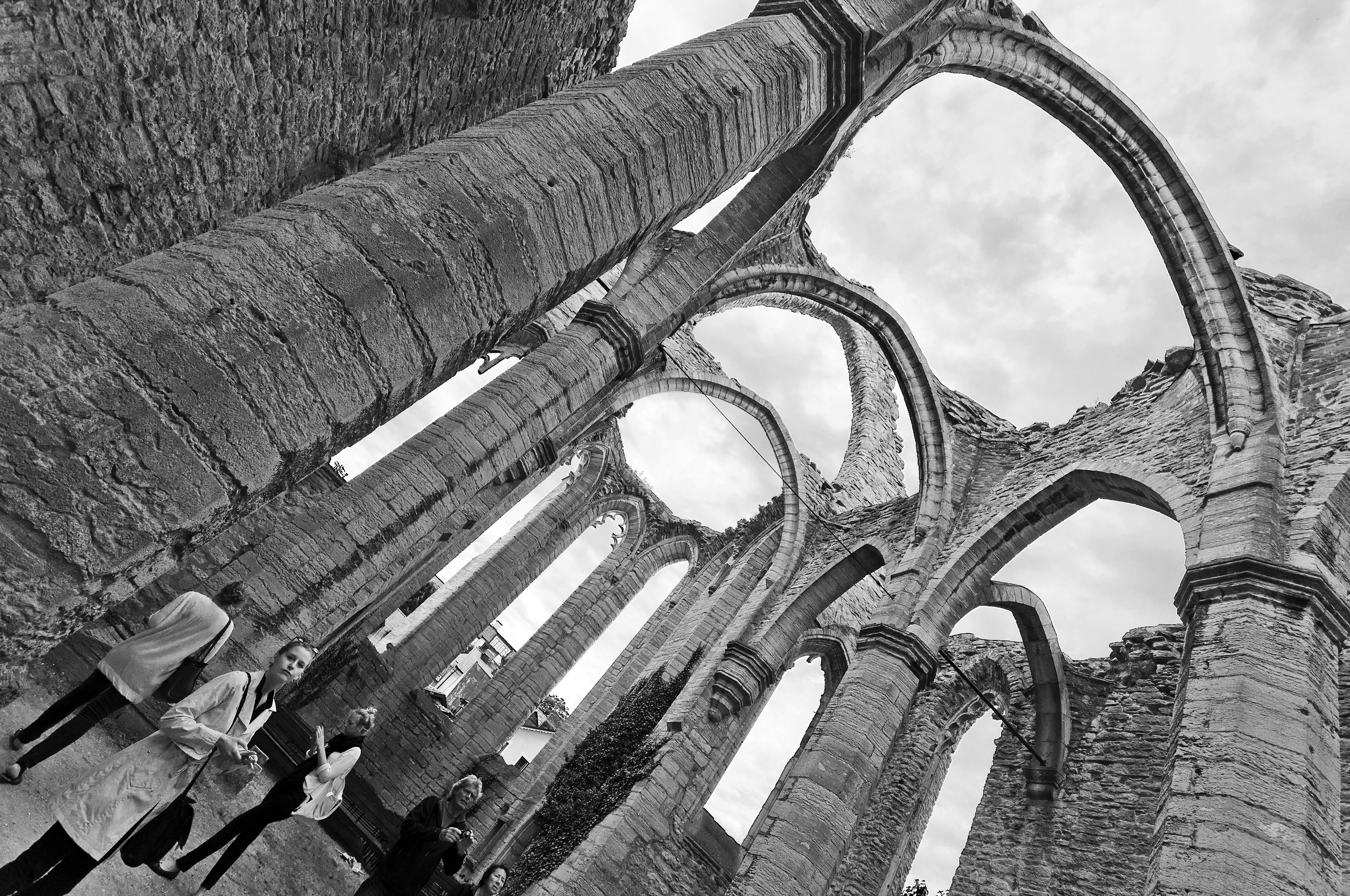
Sankta Katarina 2012.
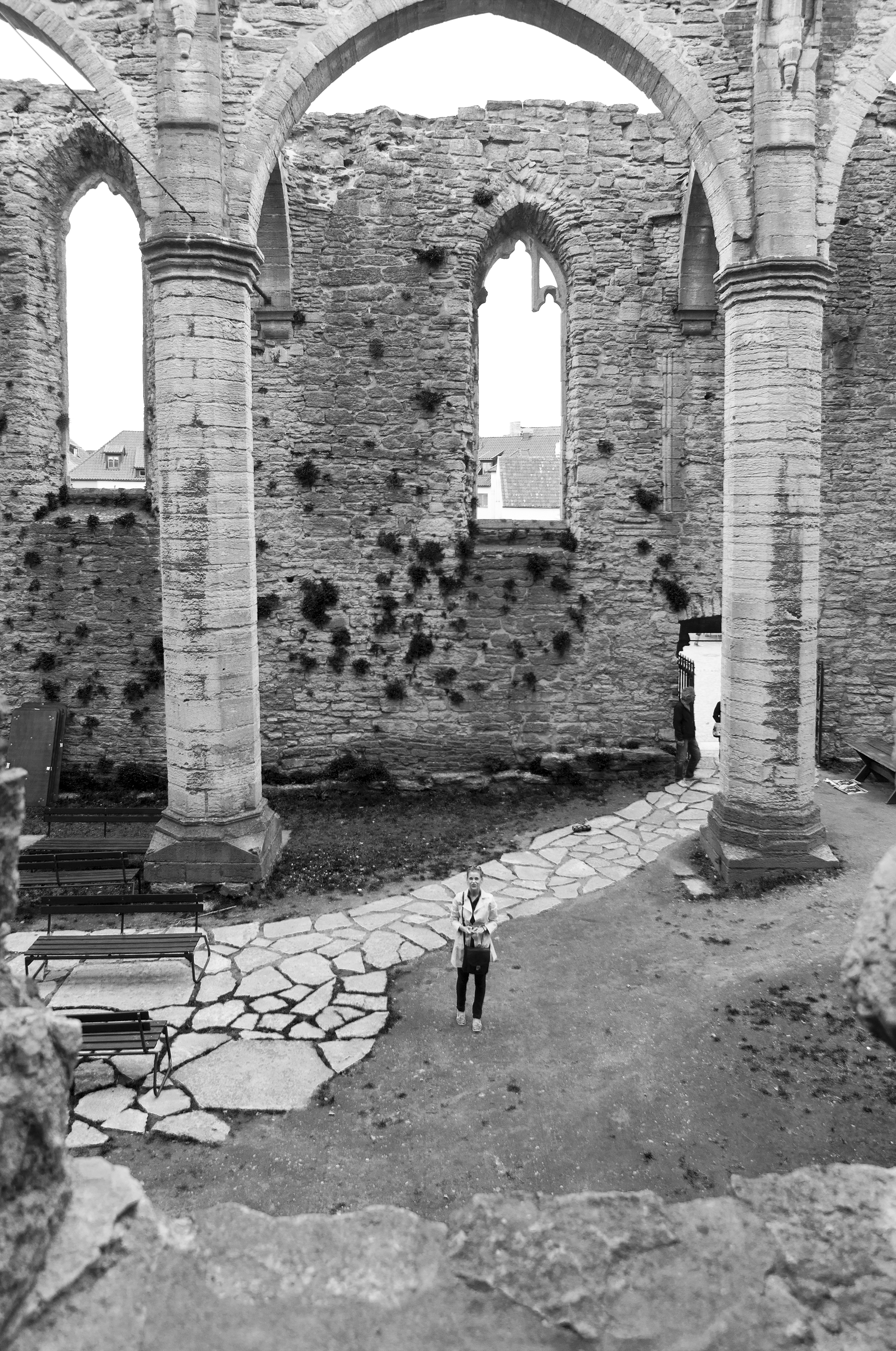
Sankta Katarina 2012.